# Liga Evolución de Fútbol Playa
La Liga Evolución de Fútbol Playa (antes llamado Liga Sudamericana de fútbol playa) es una competencia de fútbol playa organizada por la Conmebol. La competición tuvo su primera edición en 2017 como parte del Programa de Evolución del Departamento de Desarrollo. Los diez miembros de la confederación continental participan en la liga, con equipos de mayores y menores de 20 años representando a cada nación; por lo tanto, un total de 20 equipos participan.
La liga consta de dos fases: la temporada regular y la final. Los equipos se dividen primero en dos conferencias con base geográfica, la zona Norte y la Zona Sur, para competir en un torneo de liga contra los otros miembros de su propia zona durante la temporada regular. Los ganadores de cada zona luego se enfrentarán en la final para disputar el título de liga.

## Conferencias
La asignación actual de los diez países miembros de Conmebol en la zona norte y la zona sur es la siguiente: 
La composición de las zonas se modificó por primera vez en 2019.
En 2022 se volvió a modificar la composición de las zonas.
| Zona Norte                                       |                                                    | Zona Sur |
| - Brasil - Colombia - Ecuador - Perú - Venezuela | - Argentina - Bolivia - Chile - Paraguay - Uruguay |          |

## Palmarés
A continuación se muestran los resultados de las finales en las que los campeones de la temporada regular de cada zona respectiva se enfrentan entre sí por el título de liga. La nación que gana la mayor cantidad de puntos de los cuatro partidos que conforman la final, gana la liga.
- Campeón Zona Norte
- Campeón Zona Sur

| Año  | Sede                   | Resultado              | Resultado              | Resultado              | Partidos               | Partidos                                                  | Partidos                  |
| Año  | Sede                   | Campeón                | Puntos                 | Subcampeón             | Categoría              | Partido de ida                                            | Partido de vuelta         |
| ---- | ---------------------- | ---------------------- | ---------------------- | ---------------------- | ---------------------- | --------------------------------------------------------- | ------------------------- |
| 2017 | Río de Janeiro         | Brasil                 | 12 – 0                 | Paraguay               | Sub-20                 | ganó 6–2 (+3pts Brasil)                                   | ganó 5–4 (+3pts Brasil)   |
| 2017 | Río de Janeiro         | Brasil                 | 12 – 0                 | Paraguay               | Mayor                  | ganó 7–4 (+3pts Brasil)                                   | ganó 6–1 (+3pts Brasil)   |
| 2018 | Encarnación            | Brasil                 | 7 – 6                  | Paraguay               | Sub-20                 | ganó 2–1 (+3pts Paraguay)                                 | ganó 5–3 (+3pts Paraguay) |
| 2018 | Encarnación            | Brasil                 | 7 – 6                  | Paraguay               | Mayor                  | ganó 6–5 (+3pts Brasil)                                   | ganó 4–2 (+3pts Brasil)   |
| 2019 | General Villamil       | Brasil                 | 12 – 0                 | Ecuador                | Sub-20                 | ganó 5–3 (+3pts Brasil)                                   | ganó 4–3 (+3pts Brasil)   |
| 2019 | General Villamil       | Brasil                 | 12 – 0                 | Ecuador                | Mayor                  | ganó 11–5 (+3pts Brasil)                                  | ganó 13–4 (+3pts Brasil)  |
| 2020 | Cancelado por COVID-19 | Cancelado por COVID-19 | Cancelado por COVID-19 | Cancelado por COVID-19 | Cancelado por COVID-19 | Cancelado por COVID-19                                    | Cancelado por COVID-19    |
| 2021 | Cancelado por COVID-19 | Cancelado por COVID-19 | Cancelado por COVID-19 | Cancelado por COVID-19 | Cancelado por COVID-19 | Cancelado por COVID-19                                    | Cancelado por COVID-19    |
| 2022 | Provincia de Santa Fe  | Brasil                 | Cancelado              | No hubo                | Sub-20                 | ganó 5–4 (+3pts Brasil)                                   | ganó 4–2 (+3pts Paraguay) |
| 2022 | Provincia de Santa Fe  | Paraguay               | Cancelado              | No hubo                | Mayor                  | ganó 6–2 (+3pts Brasil)                                   | Cancelado                 |
| 2023 | São Luís do Maranhão   | Paraguay               | 6 – 3                  | Brasil                 | Sub-20                 | ganó 6–3 (+3pts Brasil)                                   | ganó 5–3 (+3pts Paraguay) |
| 2023 | São Luís do Maranhão   | Paraguay               | 6 – 3                  | Brasil                 | Mayor                  | Cancelado                                                 | ganó 5–4 (+3pts Paraguay) |
| 2024 | Luque                  | Paraguay               | 6 – 4                  | Brasil                 | Sub-20                 | ganó 4–2 en penales (4–4 en tiempo regular) (+1pt Brasil) | ganó 8–3 (+3pts Paraguay) |
| 2024 | Luque                  | Paraguay               | 6 – 4                  | Brasil                 | Mayor                  | ganó 5–2 (+3pts Paraguay)                                 | ganó 9–6 (+3pts Brasil)   |

## Títulos por país
| Equipo   | Títulos | Subtítulos | Años campeón             |
| -------- | ------- | ---------- | ------------------------ |
| Brasil   | 4       | 2          | (2017, 2018, 2019, 2022) |
| Paraguay | 3       | 2          | (2022, 2023, 2024)       |
| Ecuador  | 0       | 1          | -                        |

## Títulos por conferencia
| Equipo     | Títulos | Subtítulos | Años campeón             |
| ---------- | ------- | ---------- | ------------------------ |
| Zona Sur   | 4       | 2          | (2019, 2022, 2023, 2024) |
| Zona Norte | 3       | 3          | (2017, 2018, 2022)       |